# Федеральне міністерство внутрішніх справ Німеччини
Федеральне міністерство внутрішніх справ Німеччини (нім. Bundesministerium des Innern, BMI) — одне з міністерств Німеччини, відповідальне за забезпечення внутрішньої безпеки і захисту конституційного ладу, захист цивільного населення від лих і тероризму, адміністративні питання та спорт.

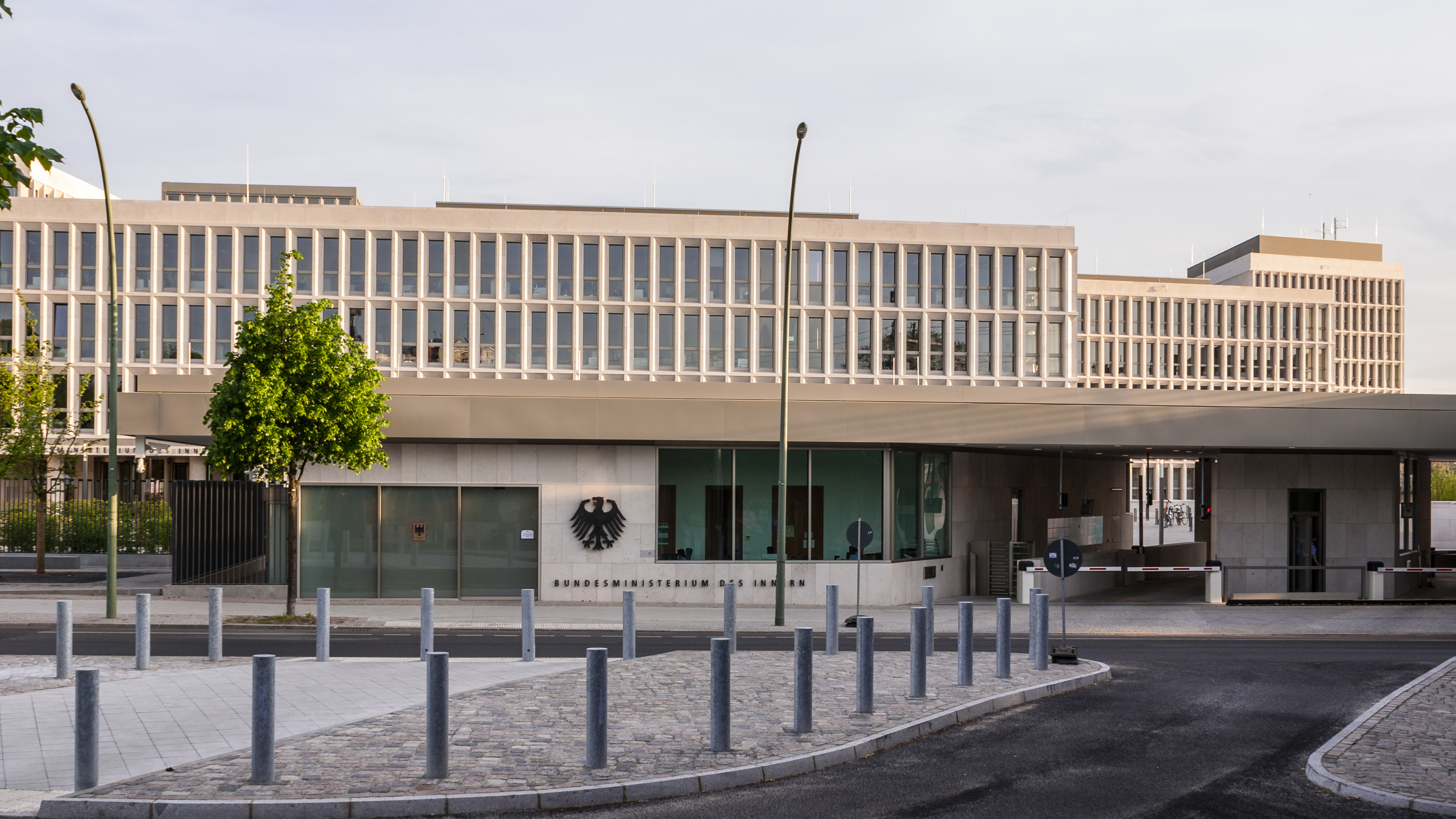
Федеральне міністерство внутрішніх справ Німеччини

Здійснює видачу паспортів, посвідчень особи, вогнепальної зброї, вибухових речовин тощо. Міністерство створило 2004 року також спільний антитерористичний центр та аналітичний форум для всіх німецьких поліцейських і розвідувальних відомств, що беруть участь у боротьбі з тероризмом.